# Montgenèvre
Montgenèvre (okzitanisch Montginebre) ist eine französische Gemeinde mit 459 Einwohnern (Stand 1. Januar 2022) im Département Hautes-Alpes in der Region Provence-Alpes-Côte d’Azur. Sie gehört zum Kanton Briançon-2 im Arrondissement Briançon.

## Geographie
Die Gemeinde Montgenèvre grenzt im Osten an Italien. Im Gemeindegebiet liegen die Quellbäche der Durance und der Col de Montgenèvre, die niedrigste Hauptverbindung über den Alpenhauptkamm von Frankreich nach Italien.
Bis 1947 lag die Grenze zu Italien auf der Passhöhe, jetzt liegt sie ca. zwei Kilometer weiter östlich. 
Die Nachbargemeinden in Frankreich sind Cervières, Val-des-Prés und Névache. Montgenèvre ist als Wintersportgebiet bekannt. Das Dorf liegt auf 1860 m ü. M.

## Bevölkerungsentwicklung
| Jahr      | 1962 | 1968 | 1975 | 1982 | 1990 | 1999 | 2008 | 2018 |
| --------- | ---- | ---- | ---- | ---- | ---- | ---- | ---- | ---- |
| Einwohner | 246  | 264  | 338  | 459  | 519  | 497  | 486  | 456  |